# Indiana Jones and the Kingdom of the Crystal Skull

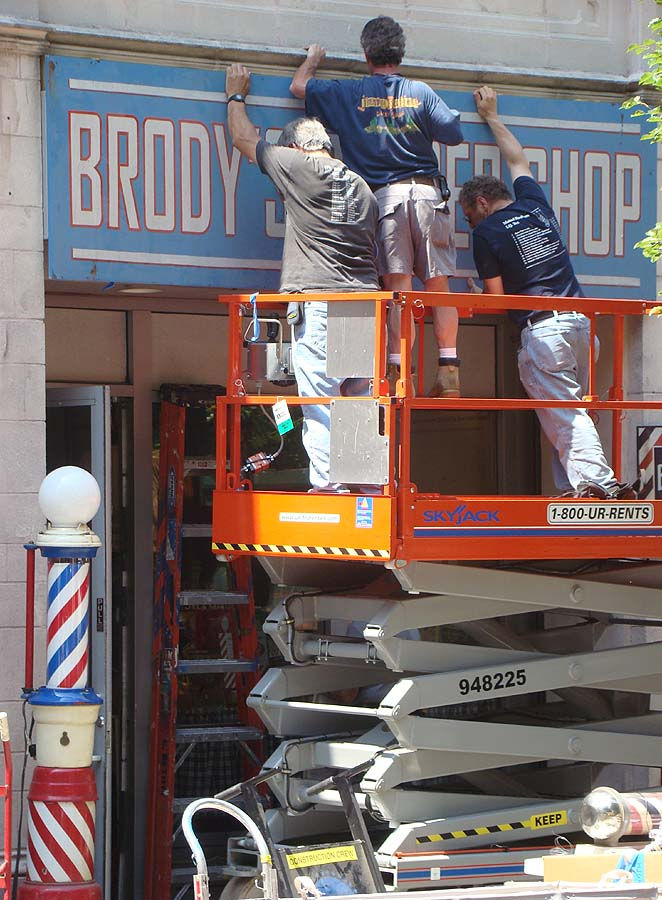
Het productieteam tijdens voorbereidingen van de opnamen van Indiana Jones and the Kingdom of the Crystal Skull

Indiana Jones and the Kingdom of the Crystal Skull is een Amerikaanse avonturenfilm uit 2008. Het is het vierde deel uit de Indiana Jones-filmserie. De film werd geregisseerd door Steven Spielberg en geproduceerd door George Lucas.
De film stond al jarenlang in de planning, een scenario werd zelfs al begin jaren 90 geschreven, maar het filmen begon pas op 18 juni 2007. Net als bij zijn voorgangers heeft Harrison Ford de meeste van zijn stunts zelf uitgevoerd. Ook is John Williams teruggekeerd voor de muziek. Hij is begonnen aan zijn taak in oktober 2007.

## Verhaal
Het verhaal begint wanneer de Sovjets in 1957 een militaire basis (Area 51) overvallen in Nevada in de Verenigde Staten. De groep wordt door de Sovjet-commandant Irina Spalko geleid. Indiana Jones, die samen met zijn handlanger Mac door hen is ontvoerd, moet namelijk voor hen een artefact vinden. Dit bevindt zich in een houten kist in hetzelfde enorme magazijn vol houten kisten met staatsgeheime zaken waar ook de Ark van het Verbond wordt verborgen. Aangezien de inhoud zeer magnetisch is, lukt het Jones met behulp van kogels als kompas en buskruit het object snel te vinden. Mac blijkt een verrader te zijn, en de Sovjets willen Jones doden, maar die weet op vernuftige wijze te ontsnappen.
Door zijn contact met Mac wordt Jones in de gaten gehouden door de FBI. Hij wordt ontslagen, en besluit naar Europa te gaan. Voordat hij vertrekt, komt Mutt Williams naar hem toe.
Mutt vraagt hem om hulp. Hij vertelt dat zijn moeder samen met Harold Oxley, met wie Indiana ooit gestudeerd heeft, is ontvoerd door de KGB. Dit nadat Oxley in Peru een schedel heeft gevonden van onbekend, op kristal lijkend metaal met hoog magnetische eigenschappen. Om onbekende redenen had Oxley de schedel teruggebracht naar zijn vindplaats, de laatste rustplaats van de conquistador Francisco de Orellana, voordat de Sovjets hem ontvoerden.
Indiana en Mutt reizen af naar Peru om de schedel van Oxley te vinden. Wanneer deze door iemand teruggebracht wordt naar El Dorado, (letterlijk: de stad van goud) zal deze persoon volgens voorspellingen over ongekende krachten komen te beschikken. Maar wanneer Indiana en Mutt de schedel hebben gevonden, worden zij gevangen genomen door de Sovjets.
In het kamp van de Sovjets bevinden zich ook Oxley en Marion Ravenwood, de oude liefde van Jones. Marion blijkt de moeder te zijn van Mutt. Jones en Mutt weten samen met Marion en Oxley te ontsnappen aan de Sovjets na een autoachtervolging. Tijdens die achtervolging vertelt Marion dat Mutt Jones' zoon is. Mac voegt zich weer bij hen, nadat hij beweerde een dubbelagent te zijn voor de CIA. Het vijftal reist dan met de kristallen schedel af naar El Dorado, gevolgd door de Sovjets. Eenmaal in El Dorado aangekomen blijkt dat de gebouwen niet uit massief goud zijn opgetrokken. Het woord voor "goud" blijkt namelijk in het Maya "rijkdom" te betekenen, want voor de Maya's hield het woord "El Dorado" kennelijk rijkdom van kennis in. Mac blijkt toch een verrader te zijn en laat een spoor van zendertjes achter, waardoor de Sovjets hun spoor kunnen volgen.
In de tempel van El Dorado vinden ze 13 skeletten van buitenaardse wezens waarvan bij één skelet de schedel ontbreekt. De Sovjets arriveren en Spalko neemt de schedel over van Jones. Door het magnetisme van de schedel en van de botten wordt het skelet met zijn schedel herenigd. Door de skeletten ontstaat er een portaal naar een andere dimensie, waardoor de tempel begint in te storten. Spalko wil de kennis van de skeletten absorberen, maar dit blijkt zo veel informatie te zijn dat ze sterft. Indiana Jones, Mutt, Marion en Oxley hebben net op tijd de tempel kunnen verlaten, Mac overleeft het niet. Buiten zien ze hoe de tempel instort, een UFO tevoorschijn komt die naar een andere dimensie verdwijnt. De Sovjets echter worden bedolven onder het puin of verdwijnen in het portaal naar de andere dimensie. Jones omhelst Marion en vaderlijke gevoelens voor zijn opvolger Mutt beginnen naar boven te komen. De film eindigt wanneer Indiana Jones en Marion Ravenwood trouwen.

## Rolverdeling
|| Opmerkingen
| Acteur              | Personage                            |
| ------------------- | ------------------------------------ |
| Harrison Ford       | Dr. Henry Walton "Indiana" Jones jr. |
| Cate Blanchett      | Kolonel Dr. Irina Spalko             |
| Karen Allen         | Marion Ravenwood                     |
| Shia LaBeouf        | Mutt Williams / Henry Jones III      |
| Ray Winstone        | George “Mac” McHale                  |
| John Hurt           | Professor Harold “Ox” Oxley          |
| Jim Broadbent       | Decaan Charles Stanforth             |
| Igor Jijikine       | Kolonel Antonin Dovchenko            |
| Ilia Volok          | Russische Soldaten                   |
| Andrew Divoff       | Russische Soldaten                   |
| Pasha D. Lychnikoff | Russische Soldaten                   |
| Alan Dale           | Generaal Bob Ross                    |
| Joel Stoffer        | Agent Taylor                         |
| Neil Flynn          | Agent Smith                          |

## Achtergrond

### Ontwikkeling
Tijdens de jaren zeventig maakten George Lucas en Steven Spielberg een deal met Paramount Pictures voor vijf Indiana Jonesfilms. Maar na het uitkomen van Indiana Jones and the Last Crusade in 1989 verliet Lucas de serie daar hij volgens eigen zeggen geen goede plot meer kon bedenken voor een eventuele vierde en vijfde film. Hij verklaarde wel dat als hij later alsnog een plot zou vinden waar iedereen zich mee kon vinden, hij een vierde film zou maken.
Het lange wachten op een nieuwe film bracht ook een ander probleem met zich mee. Harrison Ford, die in alle films de rol van Indiana Jones speelde, werd zichtbaar ouder. Derhalve waren producers gedwongen voor een vierde film een nieuwe tijd en omgeving te kiezen. In plaats van de jaren 30 van de 20e eeuw, speelt de film zich in de jaren 50 van de 20e eeuw af. Daar waar de eerste drie films een eerbetoon waren aan de filmreeksen van Republic Pictures, is de vierde film meer bedoeld als een soort referentie aan een aantal bekende B-films uit de jaren 50. Lucas’ favoriete film uit die tijd was Forbidden Planet. Spielberg en Ford zagen echter niets in een Indiana Jonesfilm over buitenaards leven, dus werden de plannen weer opgeschoven.
Lucas kreeg al interesse in de kristallen schedels tijdens het produceren van The Young Indiana Jones Chronicles, en hij probeerde deze in een eventueel derde seizoen van die serie te verwerken. Auteur Max McCoy verwerkte de kristallen schedels in vier Indiana Jonesromans.
Tegen 2000 kreeg Spielberg weer interesse in een nieuwe Indiana Jonesfilm. Datzelfde jaar kwamen Ford, Lucas, Spielberg, Frank Marshall en Kathleen Kennedy bijeen om de mogelijkheid voor een vierde film te bespreken. M. Night Shyamalan werd ingehuurd om een script te schrijven voor 2002, maar hij vond het te lastig om Ford, Spielberg, en Lucas allemaal tevreden te stellen. Daarom werden Stephen Gaghan en Tom Stoppard benaderd voor een script, later geholpen door Frank Darabont.
Darabont schreef een script dat zich afspeelde in de jaren 50. Aanvankelijk wilde hij weer Nazi’s gebruiken als schurken, maar Lucas en Spielberg vonden de Soviets geschikter daar de film moeilijk de Koude Oorlog, die toen aan de gang was, kon negeren.
Door omstandigheden werd de productie uitgesteld naar 2005. Harrison Ford gaf al aan dat als er in 2008 nog altijd geen concrete plannen waren, de producenten het idee het beste konden laten varen. David Koepp ging zich met het script bemoeien. Hij wilde een film maken die minder duister zou zijn dan “The Temple of Doom”, maar minder komisch dan “The Last Crusade”. Ook zouden de kristallen schedels inderdaad een belangrijk onderdeel van de plot worden.

### Opnames
In tegenstelling tot bij de vorige drie Indiana Jonesfilms, die allemaal op locatie werden opgenomen, vonden de opnames voor “Kingdom of the Crystal Skulls” allemaal plaats in de Verenigde Staten. Het filmen begon op 18 juni 2007 in Deming. De oerwoudscènes werden opgenomen in de jungles van Hilo, Hawaï.
Producer Frank Marshall maakte in 2003 bekend dat de film traditioneel stuntwerk zou gebruiken in overeenstemming met de vorige films, en zo min mogelijk computeranimatie. Tijdens het filmen ging Spielberg ervan uit dat voor 30% van de scènes computeranimatie nodig zou zijn.

### Filmmuziek
De muziek van Indiana Jones and the Kingdom of the Crystal Skull werd gecomponeerd door John Williams.

### Reacties
Indiana Jones and the Kingdom of the Crystal Skull ging in première op het Cannes Film Festival op 18 mei 2008.
De film ontving over het algemeen positieve reacties van critici. In Rusland leidde de film echter tot controversie daar men vond dat de Russen wel erg negatief werden neergezet. Vier dagen na de première werd dan ook een boycot ingesteld. Uit journalistieke kant kwam een positief kritiek. Rotten Tomatoes gaf de film een sterke 78%, hoewel de film bij de topcritici minder populair was met 61%. IGN gaf het 3 sterren op 5, terwijl de lezers het een 7.9 gaven. Op de internet movie data base scoort de film gemiddeld een 6.3. De film was een blockbuster en heeft tot nu toe al ruim $700 miljoen opgebracht.

### Parodie
In de aflevering The China Probrem van South Park werd de draak gestoken met de nieuwste film. Omdat er buitenaardse wezens in The Kingdom of the Crystal Skull voorkomen, spreken verscheidene personages over het "verkrachten" van Indiana Jones. In de aflevering worden Steven Spielberg en George Lucas effectief beschuldigd van en gearresteerd voor verkrachting van Indiana Jones.

### Boekadaptatie
- James Rollins - Indiana Jones and the Kingdom of the Crystal Skull (2008)

## Prijzen en nominaties
- In 2008 werd de film genomineerd voor de MTV Movie Award in de categorie “beste zomerfilm, tot nu toe”.

## Trivia
- Wanneer de kristallen schedel wordt geplaatst op het kristallen lichaam zegt Indy: "I've got a bad feeling about this." Dit is een verwijzing naar Star Wars. Harrison Ford speelde hierin Han Solo.